# Trota de Salerno
Trota de Salerno, conocida también por el diminutivo Trótula (circa 1050 – inicio del siglo XII), fue una médica italiana, reconocida por ser una de las primeras personas en especializarse en ginecología y obstetricia.  Intervino en la creación de varios tratados médicos de gran influencia. Participó en la escuela de Medicina de Salerno. Al parecer, Trota fue madre del también médico medieval Matthaeus Platearius.

## Biografía
La vida de Trotar ha sido reconstruida en el pasado por varios autores y, a menudo, se siguen proponiendo nuevas hipótesis en obras recientes. Los estudios históricos modernos han demostrado que estas reconstrucciones, aunque interesantes para la imagen del personaje en la historia, carecen completamente de base y no tienen ninguna fiabilidad científica. 
En particular, según una de las hipótesis más célebres, Trótula fue miembro de la noble familia Norman De Ruggiero, famoso en su época por haber donado parte de sus posesiones a Roberto il Guiscardo para la construcción de la Catedral de Salerno.  Habría nacido en la ciudad y, gracias a la posición de su familia, habría tenido la oportunidad de realizar estudios superiores de medicina. Según esta reconstrucción, habría vivido en la época del último príncipe lombardo de Salerno, Gisulfo II, antes de la llegada a la ciudad del doctor Constantino el Africano. 
Trótula se formó en la Escuela de Salerno, primera escuela médica no regida por la Iglesia y lugar de resistencia que permitía la práctica de medicina y cirugía a las mujeres. Ahí se formaría el grupo Las damas de Salerno, integrado por la misma Trótula, Rebeca de Guarna, Francesca di Roma, Abella de Salerno, Mercuria de Salerno, Constanza Calenda y Clarice Durisio.  
Según una hipótesis planteada en el siglo XIX por Salvatore De Renzi, igualmente no verificable, Trótula también se habría casado con otro médico, Giovanni Plateario y habrían tenido dos hijos, Giovanni Plateario el Joven y Mateo, también a su vez médicos. Otra teoría sugiere que se casó con un alcalde de Matthew, más tarde llamado Arcimatteo, el autor de una obra llamada De adventu medici ad aegrotum.

## Obra
Algunas tradiciones historiográficas utilizan el término "Trótula" para referirse a ella, aunque es realmente el nombre de un grupo de textos italianos del siglo XII sobre medicina de mujeres: el Liber de sinthomatibus mulierum, el De curis mulierum y De ornatu mulierum. Las últimas evidencias sobre la autoría de estos textos apuntarían a que Trota intervino solo en De curis mulierum como autora. Además de su participación en De curis mulierum, produjo el texto Practicam secundum Trotam (la práctica según Trota).
Considerada como una de las pioneras del campo de la obstetricia y la ginecología,  se le atribuye el trabajo más importante de asistencia durante el parto de la Edad Media: De Pasionibus mulierum curandorum.  En este, aborda temas como el parto, el puerperio, la fertilidad y otros temas relacionados con la salud obstétrica de la mujer. 
Dedica todo un capítulo a la investigación para mitigar los dolores de parto con opiáceos, una práctica mal vista en la época, ya que se consideraba al dolor como penitencia del pecado original. Establece una relación directa entre los desgarros perineales y la mala asistencia; describe laceraciones, la saturación inmediata, cuidados posteriores, la importancia de la higiene y una buena para prevenir contaminaciones e infecciones. 
También describe una guía de cuidados neonatales  y realiza una descripción del desarrollo fetal a partir de la observación de embriones y fetos abortados. 
Combatió los prejuicios que ligaban las enfermedades de las mujeres con la menstruación, incluyendo las concepciones sobre la infertilidad, señalando que esta puede ser generada por defectos del hombre y de la mujer. 

## Reconocimientos
Trota de Salerno forma parte de la instalación de la artista feminista Judy Chicago, The Dinner Party. Esta es una historia simbólica de la mujer en la civilización occidental que representa a 1.038 mujeres de la historia; 39 de ellas están representadas por cubiertos y otras 999 en los nombres que están inscritos en The Heritage Floor sobre el que descansa la mesa. Su cubierto combina referencias a su papel de médica con el parto y los cuidados. La imagen del Árbol de la Vida en el corredor destaca la profesión de ginecóloga de Trótula. La imagen del Árbol de la Vida tiene una larga tradición, que se remonta a la antigüedad y llega hasta el cristianismo, como símbolo de vida y regeneración.